# 铃木桂治
铃木桂治（日语：／ Suzuki Keiji，1980年6月3日—），日本男子柔道运动员。他曾代表日本参加2004年和2008年夏季奥林匹克运动会柔道比赛，其中2004年奥运会获得一枚金牌。他也曾参加2002年亚洲运动会。